# Aníbal Ibarra

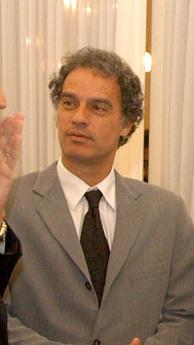
Aníbal Ibarra (2004)

Aníbal Ibarra (* 1. März 1958 in Lomas de Zamora, Gran Buenos Aires) ist ein argentinischer Anwalt und Politiker. Vom 7. August 2000 bis zum 7. März 2006 war er Bürgermeister der Hauptstadt Buenos Aires.

## Leben
Aníbal Ibarra stammt aus Lomas de Zamora, im Einzugsgebiet von Buenos Aires gelegen. Er studierte Rechtswissenschaften und arbeitete zunächst in der Staatsanwaltschaft, bevor er mit der neuen Partei FrePaSo in die Politik einstieg. Ibarra wurde zunächst Mitglied des Stadtrats, 2000 wurde er zum Bürgermeister von Buenos Aires gewählt und gewann dabei in der ersten Runde gegen den ehemaligen Wirtschaftsminister Domingo Cavallo. 2003 wurde er erneut gewählt. Dieses Mal gewann er die Wahl erst in der zweiten Runde gegen den Mitte-rechts-Politiker Mauricio Macri. Ibarra wurde in seinem Wahlkampf vom Präsidenten Néstor Kirchner unterstützt.
Am 30. Dezember 2004 tötete ein Großbrand in der Diskothek República Cromañón 194 Menschen. Die Katastrophe löste eine Welle von Anklagen gegen Amtsträger der Stadt aus. Ibarra wurde beschuldigt, Sicherheitslücken toleriert bzw. ignoriert zu haben. Am 14. November 2005 suspendierte eine Untersuchungskommission ihn für vier Monate. Er beschuldigte daraufhin die Opposition, die Familien der Opfer manipuliert zu haben, um seine Karriere zu ruinieren. Als Reaktion auf seine (vorläufige) Suspendierung kündigte er an, nicht zurückzutreten vor dem Ende der Untersuchungen. Sein Stellvertreter Jorge Telerman übernahm die Geschäfte.
Am 7. März 2006 beschloss die Untersuchungskommission die Entlassung von Ibarra. Von den 15 Mitgliedern stimmten 10 dafür, 4 dagegen, es gab eine Enthaltung. Die Anklage beantragte ursprünglich zehn Jahre Bann von öffentlichen Ämtern, die Kommission beriet über max. sechs Jahre, schließlich gab es jedoch keinerlei Beschluss.
Von 2007 bis 2015 war er erneut für zwei Legislaturperioden Mitglied des Stadtrats von Buenos Aires.